# Ellen Bernstein
Ellen Sue Bernstein (22 de julio de 1953 - 27 de febrero de 2024) fue una rabina, escritora y educadora estadounidense. Se la ha llamado la «madre biológica del ambientalismo judío» y una figura prominente en el mundo de la religión y la ecología. El trabajo de Bernstein se centró en cómo la Biblia y el judaísmo proporcionan una guía para conectarse con la Tierra y sanarla.

## Primeros años y educación
Bernstein nació en Newburyport, Massachusetts, de Fred Bernstein y Etta Feigenbaum, y se crio en Haverhill junto a su hermana y su hermano. Se interesó por las ciencias ambientales en la escuela secundaria. Asistió a la Universidad de California en Berkeley, donde estudió en uno de los primeros programas de ciencias ambientales del país.
Más adelante en su vida, también asistió a la Universidad Estatal de San Francisco y obtuvo dos maestrías: una en biología, de la Universidad Estatal del Sur de Oregón, y otra en educación judía, del Hebrew College.

## Vida adulta e impacto
Bernstein evitó términos como «ambientalismo judío» porque sentía que implicaban que el judaísmo no tenía una base inherentemente ecológica. También trabajó con denominaciones religiosas y escribió que «las comunidades religiosas y espirituales pueden ser de vital importancia para organizar, inspirar y sostener a las personas en la reparación del mundo». Bernstein enfatizó que la ciencia por sí sola no inspiraría a las personas a preocuparse por el mundo, pero creía que las personas salvarían lo que aman. Durante los últimos veinte años de su vida trabajó para animar las dimensiones ecológicas de la Biblia.
En 1988, Bernstein fundó Shomrei Adamah, una organización ambientalista judía. Fue ordenada rabino en 2012 por la Academia de Religión Judía. Trabajó como asesora de identidad y praxis en Hampshire College de 2016 a 2020. En 2023, habló en la Asamblea General de las Naciones Unidas sobre el papel de las mujeres en la respuesta al cambio climático.

## Escritos
Los escritos de Bernstein reúnen temas del judaísmo y la ecología. Sus dos últimos libros fueron La promesa de la tierra: una Hagadá de Pascua (2020), que guía a los asistentes al Seder a sentirse más conectados con la Tierra y su bienestar,[9][10] y Hacia una ecología sagrada: Leyendo el Cantar de los Cantares en la era de la crisis climática (2024), un análisis ecológico del Cantar de los Cantares, con prólogo de Bill McKibben.

## Vida personal y muerte
En 2005, Bernstein se casó con Steven Tenenbaum y la pareja se mudó a Amherst, Massachusetts.
Bernstein ingresó a cuidados paliativos en Filadelfia en febrero de 2024 tras un diagnóstico de cáncer de colon. Murió el 27 de febrero, a la edad de 70 años.

## Obras

### Libros
- Bernstein, Ellen (2000). Ecology & the Jewish Spirit: Where Nature & the Sacred Meet. Jewish Lights Publishing. ISBN 9781580230827.
- Bernstein, Ellen (2005). The Splendor of Creation: A Biblical Ecology. Pilgrim Press. ISBN 9780829816648.
- Bernstein, Ellen (2020). The Promise of the Land: A Passover Haggadah. Behrman House. ISBN 9780874419795.
- Bernstein, Ellen (2024). Toward a Holy Ecology: Reading the Song of Songs in the Age of Climate Crisis. Monkfish Book Publishing. ISBN 9781958972199.

### Artículos seleccionados
- «Creating a Sustainable Jewish Ecology». Zeek. 7 de octubre de 2007. Consultado el 13 de marzo de 2024.
- «The Spiritual Advisor Students Need (Hint: It's Not Campus Rabbi Anymore)». The Forward. 22 de marzo de 2014.
- «The Seder's secrets to enduring a pandemic». Religion News Service. 1 de abril de 2020.
- «Judaism's Saddest Day». Tikkun. 16 de julio de 2021.
- «The Bible Does Not Validate Endless Exploitation and Domination of the Environment». Tikkun. 27 de septiembre de 2021.
- «Love and compassion: How women can address the climate crisis». Religion News Service. 19 de septiembre de 2023.